# Alsodes pehuenche
Alsodes pehuenche är en groddjursart som beskrevs av José Miguel Cei 1976. Alsodes pehuenche ingår i släktet Alsodes och familjen Cycloramphidae. IUCN kategoriserar arten globalt som otillräckligt studerad. Inga underarter finns listade i Catalogue of Life.

## Bildgalleri

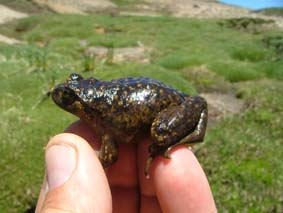
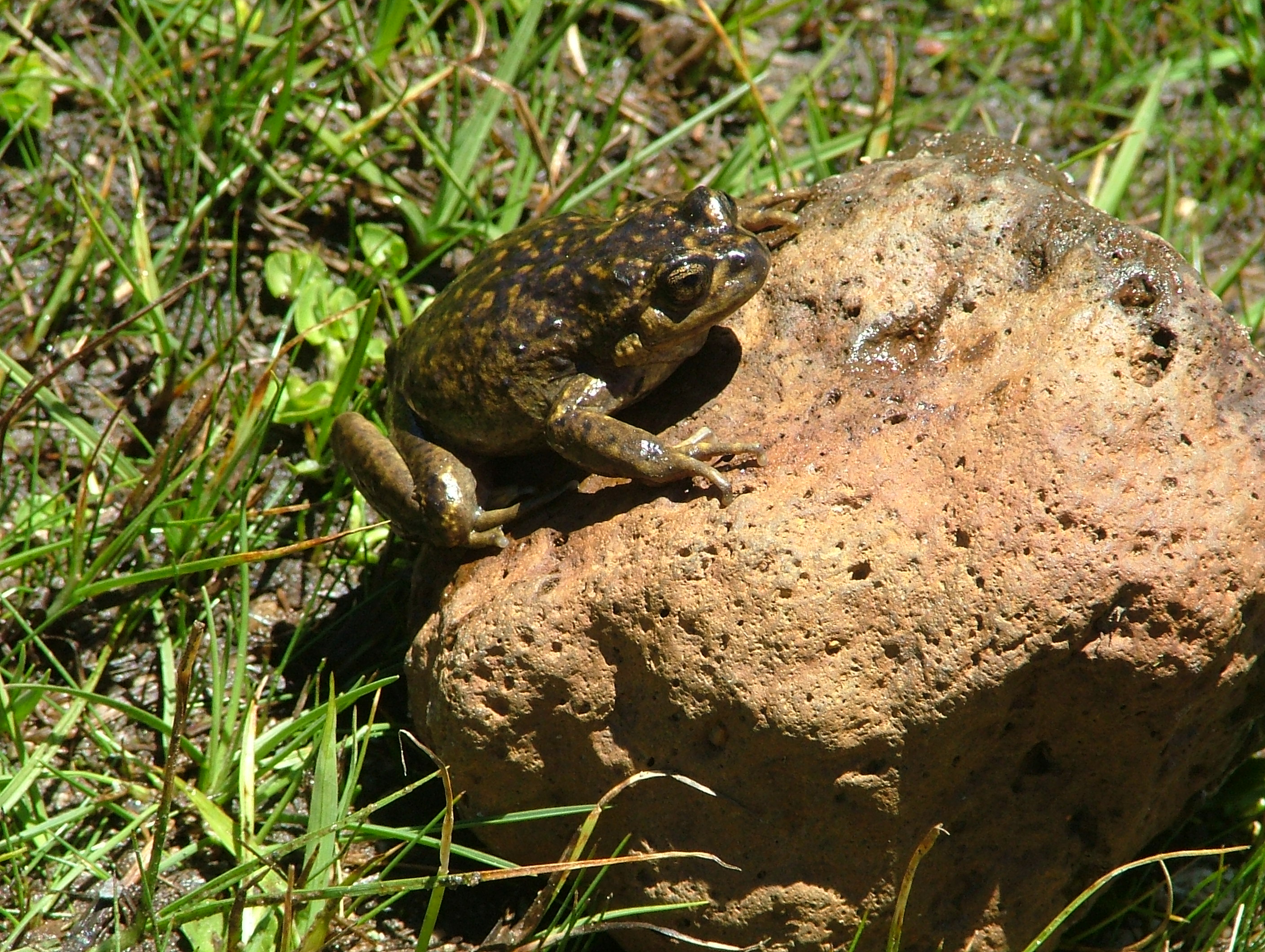